# Lew Włodek
Lew Włodek, ros. Лев Львович Влодек (ur. 1 października 1842 w Lipowcu, zm. po 1913 lub po 1918) – polski, ukraiński i rosyjski architekt, czynny w Odessie. W swojej twórczości reprezentował historyzm.
Do gimnazjum uczęszczał w Żytomierzu, kończąc je w 1859, a studiował w Petersburgu, w Instytucie Cywilnych Inżynierów, którego absolwentem został w 1864. Od razu po studiach skierowano go do pracy w Odessie, początkowo jako pomocnika architekta miejskiego, a od 1867 pracował w odeskim porcie nad eksperymentami z zastosowaniem betonu w budownictwie. W 1871 został architektem przy naczelniku (градоначальник) miasta, zajmując to stanowisko do 1915. Samodzielnie lub we współpracy z innymi architektami zrealizował w Odessie szereg budowli, m.in.:
- sierociniec (1892)[6]
- hotel Pasaż (1898-1899, wspólnie z T.Ł. Fiszelem)[6]
- hotel Bolszaja Moskowskaja (1901, wspólnie z T.Ł. Fiszelem)[6]
- dom z atlantami przy ul. Gogola 5-7 (1899-1901)[6][9]